# Betrayed (Секретное вторжение)
«Betrayed» (с англ. — «Преданный») — третий эпизод американского телесериала «Секретное вторжение», основанного на одноимённой кроссовер-серии издательства Marvel Comics. События эпизода происходят в медиафраншизе «Кинематографическая вселенная Marvel» (КВМ), он также связан с фильмами франшизы. Сценарий написан Роксаной Паредес и Брайаном Такером. Режиссёром выступил Али Селим.
Сэмюэл Л. Джексон исполнил роль Ника Фьюри, а Бен Мендельсон — Талоса. В главных ролях также снялись Кингсли Бен-Адир, Шарлейн Вудард, Киллиан Скотт, Сэмюэл Адевунми, Кристофер Макдональд, Кэти Финнеран, Эмилия Кларк, Оливия Колман и Дон Чидл. В мае 2021 года Али Селим был назначен режиссёром всех эпизодов сериала.
Эпизод «Преданный» был выпущен на стримиговом сервисе Disney+ 5 июля 2023 года.

## Сюжет
Члены мятежного общества скруллов Пейгон, Бито и ещё один скрулл получают личные дела офицеров и отправляются в королевский флот Великобритании для их замены. Тем временем Гравик приглашает в лабораторию Совет скруллов и представляет им устройство для наделения скруллов сверхспособностями для равного противостояния с героями Земли и последующего уничтожения человечества.
1998 год, Нью-Йорк. Ник Фьюри приходит в бар и встречает Варру и получает от неё данные о генерале Дрейкове.
Наши дни. Фьюри, вместе с Присциллой готовят завтрак. Последняя осуждает Ника за его отсутствие после Скачка, после чего Фьюри начинает подозревать Присциллу в связи с Гравиком.
Тем временем Гравик начинает подозревать дочь бывшего генерала скруллов Талоса — Г’айю — в предательстве, однако она отрицает это. Они отправляются в Лондон на запланированную встречу с Талосом для ведения переговоров. Талос пытается уговорить Гравика остановиться, угрожая раскрыть их человечеству, однако Гравик отказывает ему, упоминая его дочь. Талос выходит из себя и пронзает ладонь Гравика ножом, после чего уходит. Гравик исцеляет руку и уезжает.
Фьюри находит Талоса в баре и просит о помощи. Талос передаёт Нику данные о проведении теракта, напоминая ему, что своё место в организации «Щ.И.Т.» Ник получил благодаря скруллам. Фьюри звонит Соне Фолсворт и получает от неё данные командира подводной лодки «Нептун» королевского флота, с которой собираются устроить теракт, коммандера Роберта Фербенкса. Они проникают к нему в дом и пытаются получить код отмены. Получив отказ, Талос убивает командира и просит Г’айю получить код через воспоминания настоящего командира.
Г’айа отправляет ему данные и сбегает с базы, однако по пути встречает Гравика. Он сообщает ей, что целью операции было не только уничтожение самолёта, но и выявление предателя, после чего стреляет в Г’айю и уезжает.
Тем временем Присцилла получает на сотовый некое сообщение, после чего отправляется в хранилище и получает пистолет. Внезапно ей звонит полковник Джеймс Роудс и назначает встречу.

## Реакция
На сайте-агрегаторе рецензий Rotten Tomatoes рейтинг эпизода составляет 38 % на основе 16 рецензий. Критики сайта считают, что «с учётом запутанных поворотов, которые скорее вызывают недоумение, чем восторг, „Betrayed“ вполне соответствует своему названию, если говорить о зрительской заинтересованности».
Саймон Карди из IGN поставил эпизоду 6 баллов из 10 и посчитал, что сериал может повторить судьбу предшественников. Критик отметил, что «Секретное вторжение» неполностью раскрывает жанр шпионского триллера и от этого не является столь захватывающим. Кирстен Говард из Den of Geek дала серии 3 звезды с половиной из 5, понадеявшись, что оставшаяся часть сезона будет лучше. Эмили Мюррей из GamesRadar оценила эпизод в 3 звезды из 5 и также отметила, что «сюжет ещё не набрал реальных оборотов». Ремус Норонья из Collider, напротив, отмечал, что в 3 эпизоде история развивается, и напряжённость серии чувствуется больше, чем в предыдущих. Фрэн Руис из Space.com резюмировал, что эпизод «не делает большой работы над персонажами, вместо этого развивая историю и представляя шокирующие сюжетные повороты».

## Комментарии
1. ↑  Скрулла, взявшую себе имя Присцилла и являющуюся в будущем женой Фьюри.
2. ↑  По хронологии КВМ — ноябрь 2026 года.
3. ↑  С помощью сыворотки «Экстремис».